# Austre Orvinbreen
Der Austre Orvinbreen (norwegisch für Östlicher Orvingletscher) ist ein Eisstrom im ostantarktischen Königin-Maud-Land. Er fließt von der Orvinfjella durch den Hellehallet auf der Ostseite der Sigurdsvodene.
Wissenschaftler des Norwegischen Polarinstituts benannten ihn 2016 in Anlehnung an die Benennung der Orvinfjella. Deren Namensgeber ist der Geologe Anders Kristian Orvin (1889–1980), Leiter des Instituts von 1957 bis 1960.